# Atlanta Braves
O Atlanta Braves é uma equipe de beisebol dos Estados Unidos originária da região metropolitana de Atlanta. Os Braves competem na Major League Baseball (MLB) dentro da Divisão Leste na National League. O time mandou seus jogos no Atlanta–Fulton County Stadium de 1966 a 1996 e no Turner Field de 1997 a 2016. Desde 2017, o Truist Park é sua casa, localizado a 16 km a noroeste do centro de Atlanta em Cumberland, Geórgia.
Fundado em 1871 como o Boston Red Stockings, eles ganharam o nome Braves em 1912 e deixaram a região de Massachusetts em 1953, se assentando na Geórgia em 1966. Sua era de ouro veio entre 1991 e 2005, quando conquistou quatorze títulos de divisão, mas apenas uma World Series, embora tivesse uma das rotações de arremesadores mais dominantes da história. O time declinou na década de 2000, antes de ressurgir uma década mais tarde. O nome da equipe, Braves, é um termo antigo usado para denominar guerreiros indígenas. Atualmente é uma das equipes de beisebol mais populares dos Estados Unidos.